# Устьатавка
Устьата́вка (рос. Устьатавка, башк. Атаутамаҡ) — присілок у складі Салаватського району Башкортостану, Росія. Входить до складу Таймеєвської сільської ради.
Населення — 136 осіб (2010; 155 в 2002).
Національний склад:
- росіяни — 51 %
- башкири — 35 %